# Laricobius nigrinus
Laricobius nigrinus — вид жуків родини деродонтид (Derodontidae). Поширений в Північній Америці.
Вивчається можливість використання жука як біологічний засіб боротьби з попелицею Adelges tsugae (злісного шкідника хвойних дерев), оскільки личинки жука живляться зимуючими попелицями.